# Yoo Jae-ha
Yoo Jae-ha (유재하?, 柳在夏?, Yu Jae-haLR, Yu Chae-haMR; Andong, 6 giugno 1962 – Seul, 1º novembre 1987) è stato un cantautore e polistrumentista sudcoreano.
Sebbene non sia stato riconosciuto dall'industria musicale fino alla morte, il suo unico album Because I Love You è considerato uno dei dischi coreani più importanti mai pubblicati per via della portata e dell'influenza che ha avuto su musicisti più giovani, tra cui Shin Seung-hoon e Yoo Hee-yeol.

## Biografia
Yoo Jae-ha nasce nel villaggio di Hahoe, Andong, Gyeongsang Settentrionale, il 6 giugno 1962, quinto di sei fratelli, tre maschi e tre femmine. Cresce in una famiglia benestante, imparando a suonare la chitarra elettrica, poi la fisarmonica e il violoncello alla scuola elementare Eunseok, dove entra nel 1969. Passa in seguito alla chitarra e inizia a cantare al quinto anno. Nel 1975 inizia a frequentare la scuola media Samseon e fonda la sua band, i Fresh (프레시?, PeuresiLR), che abbandona per studiare musica classica. È però più interessato alla musica popolare e la sua natura idiosincratica si dimostra incompatibile con qualunque percorso musicale, spingendolo a scrivere i propri pezzi invece di seguire le lezioni di piano della scuola superiore Daeil.
All'università Hanyang di Seul, dove entra nel 1981, studia composizione musicale e, oltre a sviluppare le sue capacità di scrivere testi e arrangiamenti, acquisisce competenza nel suonare il piano, la chitarra, il violino, la tastiera e altri strumenti, creando un nuovo genere di pop che mescola i suoni e le tecniche della musica classica e del jazz. Nel 1982 si unisce alla band The Great Birth (위대한 탄생?, Widaehan tansaengLR) di Cho Yong-pil come tastierista e, nel settimo album del gruppo, viene inclusa Because I Love You (사랑하기 때문에?, Saranghagi ttaemun-eLR), che diventerà in seguito la canzone rappresentativa di Yoo. La loro collaborazione viene interrotta dopo due mesi dal divieto della scuola di praticare lavori part-time nel campo della musica pop.
Dopo la laurea nel 1984 e il servizio militare di due anni, viene presentato da un amico d'infanzia ai Spring Summer Fall Winter (봄여름가을겨울?, Bom-yeoreumga-eulgyeo-ulLR), la band di Kim Hyun-sik, e suona con loro come ospite ad alcuni eventi. Scrive anche un brano per uno degli album, Hidden Road, ma la direzione musicale del gruppo è diversa dalla sua e Yoo lo abbandona dopo sei mesi.
Nell'inverno del 1986, decide di intraprendere la carriera solista e si rivolge in cerca di aiuto al bassista di Kim, Jo Won-ik, al quale si presenta con un progetto dettagliato dell'intero album, con i testi, la composizione e la strumentazione di ogni brano già completi. Il disco viene registrato tra dicembre 1986 e marzo 1987, includendo Because I Love You e Hidden Road, e Yoo paga di tasca sua lo studio di registrazione e suona di persona tutti gli strumenti, una rarità nel panorama musicale dell'epoca. Durante la preparazione del suo album, il cantante compone anche Forever With You (그대와 영원히?, Geudae-wa yeong-wonhiLR) per Lee Moon-se, inclusa nel terzo album di Lee uscito nel 1985.
Nell'agosto 1987 l'album di canzoni d'amore Because I Love You (사랑하기 때문에?, Saranghagi ttaemun-eLR) viene pubblicato dalla Seoul Records. Le vendite sono di molto inferiori rispetto alle aspettative di Yoo e Jo, diventato intanto il suo manager. Poiché i media non sanno cosa fare delle canzoni di Yoo, questi riceve poca pubblicità, il suo modo di vestire e cantare viene definito non adatto, e l'uso di armonie complesse e melodie contrappuntali, strano. Siccome le canzoni iniziano con una sincope, i produttori televisivi lo ritengono incapace di seguire il ritmo e la sua unica apparizione televisiva è sulla KBS con My Image Reflected in My Heart (내 마음에 비친 내 모습?, Nae ma-eum-e bichin nae moseupLR) durante il varietà Jeolm-eum-ui haengjin. L'album viene anche fatto modificare dal comitato di Stato per la moralità, che fa aggiungere il brano moralmente corretto Song of Purity. L'eliminazione di Past Days al turno preliminare del festival della musica Yamada in Giappone contribuisce allo sconforto del cantante, che, insoddisfatto al punto da vergognarsi di Because I Love You, inizia a pensare a un disco nuovo e migliore.
Nelle prime ore del 1º novembre 1987, uscendo da una riunione dei compagni di scuola, sale sulla macchina guidata da un amico ubriaco, Sung Nak-hyun. Durante il viaggio, l'auto invade la corsia centrale, scontrandosi con un taxi sull'autostrada Gangbyeon di Hannam-dong, Seul, e Yoo muore all'età di 25 anni. È sepolto nel cimitero cattolico di Yongin, provincia del Gyeonggi, e di fronte alla sua tomba è posta una statua dello spartito di Because I Love You, con due note sbagliate. Un altro brano da lui composto, Sorrow (비애?, Bi-aeLR), viene incluso nel 1988 nel secondo album di Han Young-ae.

## Eredità
La morte improvvisa di Yoo ha portato a una rivalutazione di Because I Love You. Con il passare del tempo, il disco è diventato un classico, influenzando la musica delle generazioni successive e valendogli il titolo di "padre delle ballate coreane" a cui viene attribuito il primo passo verso l'evoluzione del genere. Secondo alcuni, la storia della musica pop coreana potrebbe essere divisa in due periodi, pre e post Yoo Jae-ha, altri ritengono il suo un genere musicale a sé. Per il critico musicale Shim Eui-pyeong, Yoo Jae-ha ha conseguito tre successi nel mondo della musica pop: aprire l'era in cui un cantante scrive, compone, arrangia e suona tutte le sue canzoni, perseguire contemporaneamente arte, popolarità e sperimentazione, ed elevare il livello delle ballate attraverso il lirismo dei suoi testi.
Al 2011, Because I Love You ha venduto più di due milioni di copie; nel 2014 è stato rimasterizzato e pubblicato in vinile. Nel 2018, è stato scelto come il miglior album pop della storia sudcoreana da un gruppo di critici musicali ed esperti dell'industria in collaborazione con The Hankyoreh e Melon.
La famiglia ha istituito nel 1987 una borsa di studio nel campo della musica a suo nome, seguita nel 1989 da un concorso musicale. Nel 2011, nove dei vincitori del concorso hanno registrato un tributo al cantante, eseguendo una cover ciascuno.

## Discografia
- 1987 – Because I Love You